# Karl Anton Hudetz
Karl Anton Hudetz (* 29. März 1890 in Schwadorf bei Wien; † 16. Februar 1977 in Wiesent bei Regensburg) war ein deutscher Maler und Künstler, der überwiegend im ostbayerischen Raum tätig war.

## Leben
Karl Anton Hudetz' Vorfahren hatten sächsische Wurzeln. Seine Lehrzeit verbrachte er in der Kunstgewerblichen Emaillieranstalt Wien. Von 1910 bis 1914 war Hudetz in Pforzheim in einer Emaille-Malerei tätig. Nach dieser Zeit zog es ihn wieder zurück nach Wien, wo er als freischaffender Künstler seinen Lebensunterhalt verdiente. Zu Ende des Ersten Weltkrieges wurde er 1918 zum „Landsturm ohne Waffen“ nach Passau einberufen und erlebte dort das Kriegsende. In Passau betätigte er sich die nächsten zwanzig Jahre künstlerisch und arbeitete dort mit Georg Philipp Wörlen und Alfred Kubin zusammen. Mit Kubin verband ihn eine enge Künstler-Freundschaft. 1938 zog er mit seiner Frau, der Künstlerin Karoline Hudetz (geb. Weiß), nach Wiesent im Landkreis Regensburg. Dort bewohnte Hudetz bis zu seinem Tod 1977 eine große Wohnung mit dazugehörigem Turm im Schloss Wiesent. Seine Witwe Karoline zog 1989 aus Altersgründen zu ihrem Neffen nach Nürnberg. Daraufhin wurde der Turm zu einer Gedenkstätte und einem Museum umgebaut.

## Hudetz-Turm

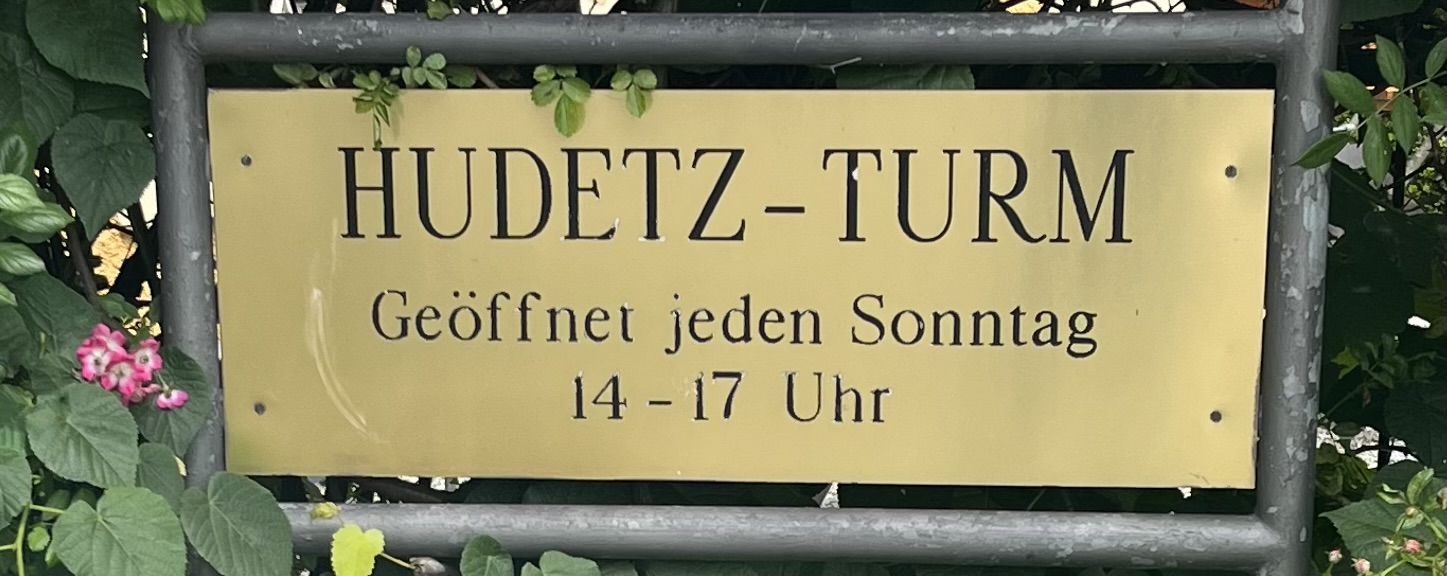
Schild neben dem Schloss Wiesent mit Angabe der Öffnungszeiten des Hudetz-Turms

Zu seinen Ehren wurde der Südost-Turm des Schlosses Wiesent in Hudetz-Turm umbenannt und beherbergt heute ein Museum mit zahlreichen Werken von Karl Anton Hudetz. Für den Unterhalt der Gedenkstätte gründete sich der Verein "Hudetz Förderkreis e. V." Der Turm ist inzwischen eine bekannte Sehenswürdigkeit im Umland von Regensburg und Straubing. In regelmäßigen Abständen gibt es Sonderausstellungen regionaler und überregionaler Künstler. Auch kleinere Konzerte finden in den Räumen statt. Geöffnet ist der Turm jeden Sonntag von 14 bis 17 Uhr.

## Bekannte Werke
- malerische Darstellung des Bruder-Konrad-Zyklus, der Kreuzwegstationen und Fresko Papst Gregors in der Pfarrkirche St. Bruder Konrad in Böhmzwiesel
- künstlerische Darstellung der "Entsendung von Mönchen nach England" im Kloster Schweiklberg bei Vilshofen
- Johannes-der-Täufer-Altar in der Taufkapelle Wollaberg
- Seitenaltäre und Hochaltar in der Pfarrkirche Waldkirchen
- zahlreiche religiöse und landschaftliche Malereien

## Ehrungen
- Ehrenbürger der Gemeinde Wiesent 1970
- Nominierung für den Kulturpreis Ostbayern 1972
- Benennung des Hudetz-Turm 1990